# Будинок Рибальського
Буди́нок Риба́льського — пам'ятка історії та архітектури 18 століття у Києві. Одна із двох київських садиб Георгія Рибальського — київського війта у 1797—1813 роках.
Знаходиться біля Флорівського монастиря, за адресою вул. Притисько-Микільська, 5.

## Історія
Збудований у першій половині 18 століття імовірно Іваном Григоровичем-Барським у стилі українського бароко. Належав Георгію Рибальському — представнику відомого київського купецького роду, діячу київського магістрату, війту Києва у 1797—1813 роках.
Після смерті Георгія Рибальського у 1813 році будинок успадкували його нащадки, а у 1857 році він змінив власників, які звели поруч двоповерхову прибудову.

## Архітектура
Оригінально будинок був одноповерховим, кам'яним. Під ним знаходилися підвали, що утворювали підземний поверх. Згодом дім зазнав перебудов.
Будинок Рибальського — одна із небагатьох цивільних споруд Києва, що вціліла у руйнівній пожежі на Подолі 1811 року.